# ダレル・アイサ
ダレル・エドワード・アイサ（英語：Darrell Edward Issa、1953年11月1日 - ）は、アメリカ合衆国の元軍人、実業家、政治家。所属政党は共和党であり、軍人としての最終階級は陸軍大尉。
ディレクティド・エレクトロニクス最高経営責任者などを歴任した後に政界へ進出し、現在は連邦下院議員（カリフォルニア州第48選挙区選出）を務める。下院では監視・政府改革委員会筆頭理事を務めた後、2010年の中間選挙で所属する共和党が下院で多数党の地位を獲得したため、同委員会の委員長に就任している。その議員としての活動ぶりから、ファイタードッグの異名を持つ。
なお、姓である“Issa”については、発音記号は（/ˈaɪsə/）であり、「アイサ」という呼称・表記が原音に従った呼称・表記であるが、日本語のページではしばしばこのスペルをローマ字的に読み「イッサ」と表記したものも見られる。

## 来歴

### 生い立ち
オハイオ州クリーブランドで、レバノン系移民の3世として生まれた。父親は営業員としてゼネラルモーターズのトラックを販売していたが、並行して医療系の技師としても働いていた。

### 青年期
陸軍に所属し、陸軍大尉まで昇進した。しかし、アイサはこのころ自動車関連の事件などにより複数回逮捕されたと指摘されている。当時の陸軍軍曹の証言によると、1971年にアイサは陸軍の駐屯地からダッジのセダンを盗み出そうとしたが、この軍曹に見つかったため車を返却したとされている。この騒動は立件されておらず、後年のマスコミの取材に対し、軍曹はアイサに対して注意を与えたうえで車を返させたと発言しているが、アイサは軍曹の主張を否定している。
また、この騒動とは別に、武装して自動車販売店に押し入りマセラティのスポーツカーを盗んだという容疑を掛けられ、1972年に警察当局に逮捕されている。このときは大陪審が窃盗罪で告発したものの、検察当局が起訴を断念した。同年には正規の登録を受けていない拳銃を所持していたため逮捕され、罰金刑および保護観察処分が下された。後年の取材に対しては、アイサ本人も罰金を納付したことを認めているが、未登録だった拳銃は自身のものではなかったと強調している。
さらに、1980年には、アイサが自分のメルセデス・ベンツの盗難届を提出したが、実際にはその車はアイサの兄弟により転売されていたことが発覚するなど不可解な点が明るみに出て、兄弟そろって逮捕されている。ただ、このときも立件されなかった。

### 壮年期

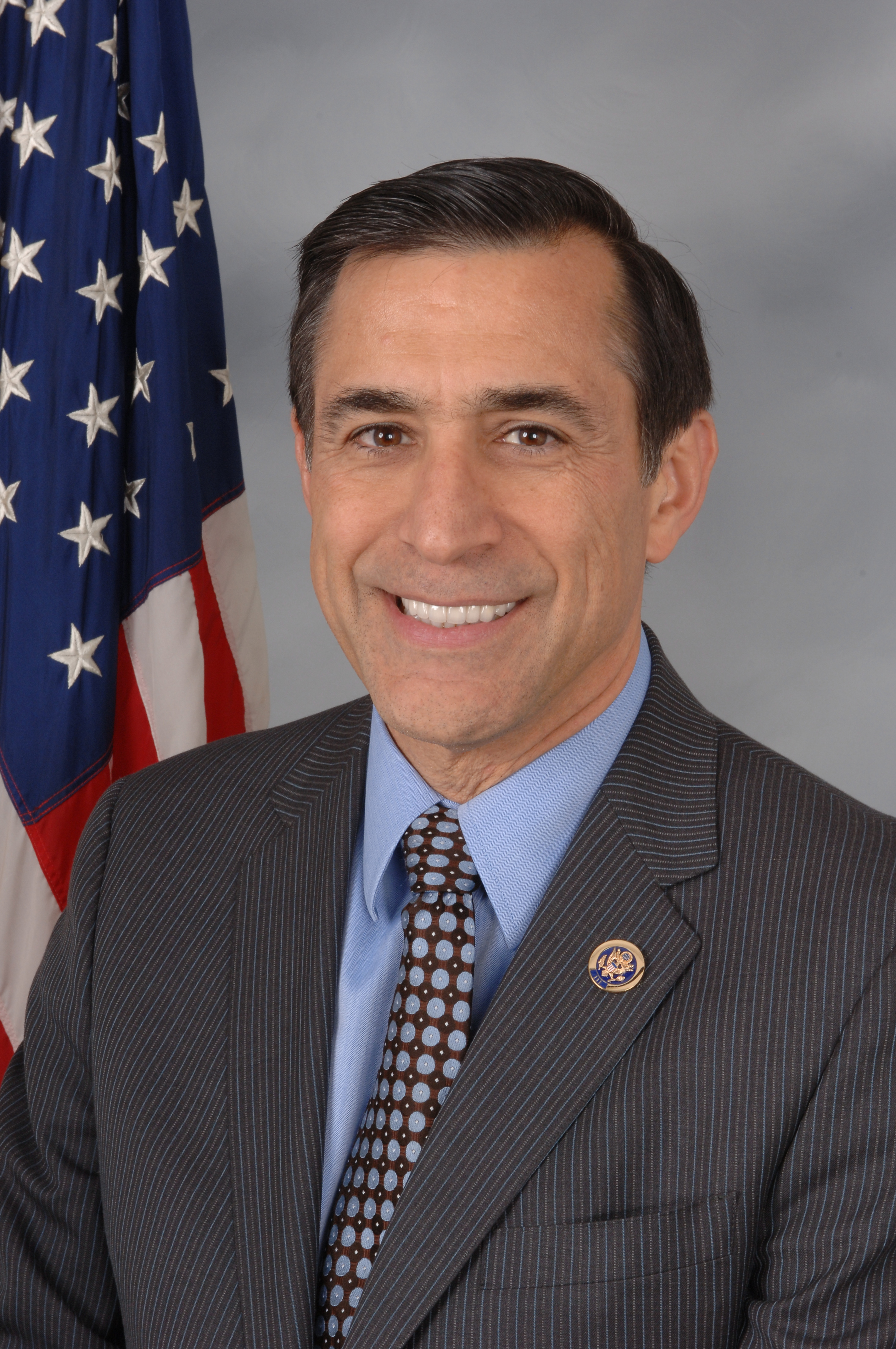
2009年

実業活動に身を転じ、「ディレクティド・エレクトロニクス」を設立し、自動車盗難防止装置の製造・販売事業に乗り出した。『サンフランシスコ・クロニクル』の取材によれば、盗難防止装置の販売事業を始めたきっかけについて、アイサ本人は"It was because my brother was a car thief."（「私の兄弟が車泥棒だったからです。」）と語っている。同社が販売した警報器「Viper」シリーズは評判を呼び、この事業はかなりの成功を収めた。イッサは最高経営責任者としてディレクティド・エレクトロニクスを率い、NASDAQへの上場も果たした。この成功により、アイサは富裕層の仲間入りを果たすこととなった。
2000年代からは政治の分野にも積極的な関わりを見せ始めた。カリフォルニア州知事のグレイ・デイヴィスに対するリコール運動を主導するなど、「デイヴィスおろし」を画策したことで注目を集めた。この結果、リコールが成立してデイヴィスは失職し、後任にはアーノルド・シュワルツェネッガーが当選している。しかし、このころから過去の逮捕歴に対する報道がなされるようになり、そのたびにアイサが反論するという展開となっている。
2000年、連邦下院議員選挙にカリフォルニア州第48区から立候補・当選を果たし、翌年1月に正式に就任した。その後、選挙区割りの変更にともない、2002年の中間選挙からはカリフォルニア州第49区に転じた。連邦議会では下院監視・政府改革委員会の筆頭理事を務め、2011年1月に開会した第112連邦議会においては、前年の中間選挙で共和党が下院で多数党となったことから、同委員会の委員長に就任している。筆頭理事を務めていた際には、いわゆる「トヨタ・リコール問題」が発生した際にトヨタ自動車社長の豊田章男の公聴会出席を要求するなど、その言動が注目を集めた。

## 人物
アメリカ合衆国の連邦議会議員としては数少ない中東系アメリカ人の一人である。レバノン系であるがキリスト教を信仰しており、東方教会の一派であるアンティオキア正教会の信徒である。
その活動ぶりから「ファイタードッグ」とも評されている。アメリカ議会の下院監視・政府改革委員会は日本の衆議院予算委員会のように注目を集めることが多く、同委員会の筆頭理事や委員長を務めてきたアイサの政治活動は、その言動もあって注目を浴びる機会が多い。明治大学名誉教授の越智道雄は「現在のアメリカ議会における公聴会のスター」と評している。
過去の逮捕歴が度々報道されているものの、下院議員として連続当選（ここまで6選）を果たしている。逮捕歴はいわば「過去の大きな汚点」であり、アメリカにおいても女性問題などと並んで政治家にとっては時に致命的になりかねないスキャンダルの1つであるが、にもかかわらずこのように連続当選を果たしてきている点について、帝京大学短期大学人間文化学科准教授の天川由記子は、アイサが移民3世に生まれながらも実業界で成功を収めた点を指摘し、「アメリカンドリームの体現者」として国民から一定の支持を集めていると分析している。

## 関連人物
- アーノルド・シュワルツェネッガー
- 豊田章男